# Смирнов, Александр Фёдорович (генерал-майор)
Алекса́ндр Фёдорович Смирно́в (1901—1983) — генерал-майор интендантской службы, участник Великой Отечественной войны и блокады Ленинграда.

## Биография
Смирнов А. Ф. родился 18 февраля 1901 года в селе Милеево Хвастовичского района Калужской области.
Александр Фёдорович был призван в Красную армию в сентябре 1919 года Жиздринским районным военным комиссариатом.
Во время Великой Отечественной войны он служил в штабе Ленинградского военного округа, на Ленинградском фронте. Смирнов имел звание генерал-майора интендантской службы с 22 января 1942 года, был награждён рядом медалей и орденов.
Александр Фёдорович умер в 1983 году.

## Награды
- Орден Красной Звезды (21.03.1940)[2]
- 4 ордена Красного Знамени (10.02.1943, 17.02.1944, 03.11.1944, 19.11.1951)[3][4][5][6]
- 2 ордена Отечественной войны I степени (26.05.1943, 05.10.1944)[7][8]
- Орден Ленина (21.02.1945)[9]
- Орден Кутузова II степени (29.06.1945)[10]
- Медаль "За оборону Ленинграда" (22.12.1942)[11]
- Медаль «За победу над Германией в Великой Отечественной войне 1941—1945 гг.» (09.05.1945)[12]